# Hesperotettix gemmicula
Hesperotettix gemmicula is een rechtvleugelig insect uit de familie veldsprinkhanen (Acrididae). De wetenschappelijke naam van deze soort is voor het eerst geldig gepubliceerd in 1918 door Hebard.